# Polidoro da Caravaggio
Polidoro da Caravaggio, egentlig Polidoro Caldara, (ca. 1499 – 1543) var en italiensk maler.
Man ved grumme lidt sikkert om hans liv og kunst. Han er vel elev af Giulio Romano og Giovanni da Udine knyttet til Rafaels værksted og deltager i udsmykningen i Vatikanet. Han nød stort ry som facademaler, Sgraffito, i Rom; men hans talrige værker, der prises højt for skøn antikiserende dekoration og for deres clairobscur, er nu næsten forsvundne; mange stik efter dem viser, hvor højt de værdsættes. Efter plyndringen af Rom i 1527 rejste Caldara til Neapel og slog sig senere ned i Messina (hvor han bl.a. dekorerede triumfbuer til Karl V’s indtog 1535). Her udførte han sit hovedværk Den korsbærende Kristus.